# Yamaha Tracer 9
Die Yamaha Tracer 9 ist ein Sporttouring-Motorradmodell von Yamaha Motor.

## Geschichte
Die Tracer 9 wurde erstmals im Oktober 2020 offiziell vorgestellt. Die Präsentation fand im Rahmen einer Online-Veranstaltung von Yamaha statt, da physische Veranstaltungen aufgrund der COVID-19-Pandemie eingeschränkt waren. Die Tracer 9 basiert in weiten Teilen auf dem Vorgängermodell Tracer 900; 2021 begann der Verkauf.

## Technik

### Motor
Die Tracer 9 wird von einem flüssigkeitsgekühlten Dreizylinder-Viertaktmotor angetrieben, der aus 890 cm³ Hubraum 87,5 kW (119 PS) leistet und bei einer Drehzahl von 7000/min ein maximales Drehmoment von 93 Nm erreicht. Die Verdichtung beträgt 11,5 : 1. Der Kraftstoffverbrauch liegt bei ca. 5,0 l/100 km.

### Fahrwerk
Das Fahrwerk besteht aus einem Brückenrohrrahmen sowie einer Upside-Down Gabel und einer Schwinge.

### Bremsen
Am Vorderrad hat die Tracer 9 eine hydraulisch betätigte Doppelscheibenbremse mit einem Durchmesser von 298 mm, hinten ist es eine hydraulisch betätigte Einscheibenbremse mit einem Durchmesser von 245 mm.

### Elektronik
Das Motorrad ist mit modernen elektronischen Assistenzsystemen ausgestattet, darunter eine Traktionskontrolle, Tempomat, verschiedene Fahrmodi für unterschiedliche Straßenverhältnisse und ein Quickshifter für schnelle Gangwechsel ohne Kupplung. Das Beleuchtungssystem wurde von der Yamaha YZF-R1 (Facelift 2020) übernommen: Aus der Verkleidung leuchten oben LED-Tagfahrlichter, unten erstrahlen rechts und links Abblend- und Fernlicht aus kleinen runden Einzelspots.

## Modellentwicklung

### Tracer 9 GT
Die „GT“-Variante ist zusätzlich mit neuen Seitenkoffern ausgestattet, die Vollvisierhelme aufnehmen können, sowie mit einer sechsachsigen IMU, die Kurven-ABS und schräglagenempfindliches Traktionskontrollsystem (TCS) bietet. Weitere Merkmale der „GT“-Variante sind Abbiegelicht (Kurvenlicht ab 7 Grad Schräglage), beheizbare Griffe und eine semi-aktive elektronische Federung von KYB.

### Tracer 9 GT+
In der 2023 erschienen „GT+“-Variante wurde erstmals der selbsttätig regelnde Abstands-Tempomat (ACC) in ein Yamaha-Motorrad eingebaut, der eine Radar-Sensorik von Bosch in der Front des Motorrads nutzt. Zudem gab es erstmals einen Bremskraftverstärker in einem Motorrad. Er verstärkt den Bremsdruck sowohl hinten als auch vorn.